# Brayan Beckeles
Brayan Antonio Beckeles, conhecido somente como Brayan Beckeles (La Ceiba, 28 de novembro de 1985), é um futebolista Hondurenho que atua como zagueiro. Atualmente, joga pelo Olimpia. Defendeu Honduras na Copa do Mundo FIFA de 2014.